# Roman Hubník
Roman Hubník (Vsetín, 6 juni 1984) is een Tsjechisch voetballer die bij voorkeur als centrale verdediger speelt. Hij verruilde in 2013 Hertha BSC voor FC Viktoria Pilsen.

## Clubcarrière
Hubníks professionele voetbalcarrière begon in 2002 bij SK Sigma Olomouc. In 2007 werd hij overgenomen door FK Moskou, dat hem verhuurde aan achtereenvolgens Sparta Praag en Hertha BSC. Die laatste club nam hem in 2010 definitief over van de Russische club. Na drie seizoenen tekende Hubník een contract in eigen land bij Viktoria Pilsen.

## Interlandcarrière
Op 5 juni 2009 maakte Hubník zijn debuut in het Tsjechisch voetbalelftal in een vriendschappelijke wedstrijd tegen Malta. Hij maakte deel uit van de selectie voor het EK 2012, waarop hij één wedstrijd speelde. Met Tsjechië nam Hubník ook deel aan het Europees kampioenschap voetbal 2016 in Frankrijk. Na nederlagen tegen Spanje (0–1) en Turkije (0–2) en een gelijkspel tegen Kroatië (2–2) was Tsjechië uitgeschakeld in de groepsfase.

## Erelijst
Hertha BSC
- 2. Bundesliga

2013
1 Čech  ·
2 Gebre Selassie ·
3 Kadlec ·
4 Suchý ·
5 Hubník ·
6 Sivok ·
7 Necid ·
8 Limberský ·
9 Rezek ·
10 Rosický ·
11 Petržela ·
12 Rajtoral ·
13 Plašil ·
14 Pilař ·
15 Baroš ·
16 Laštůvka ·
17 Hübschman ·
18 Kolář ·
19 Jiráček ·
20 Pekhart ·
21 Lafata ·
22 Darida ·
23 Drobný ·
Coach: Bílek
1 Čech ·
2 Kadeřábek ·
3 Kadlec ·
4 Gebre Selassie ·
5 Hubník ·
6 Sivok ·
7 Necid ·
8 Limberský ·
9 Dočkal ·
10 Rosický ·
11 Pudil ·
12 Škoda ·
13 Plašil ·
14 Kolář ·
15 Pavelka ·
16 Vaclík ·
17 Suchý ·
18 Šural ·
19 Krejčí ·
20 Skalák ·
21 Lafata ·
22 Darida ·
23 Koubek ·
Coach: Vrba